# Edimilson Fernandes
Edimilson Fernandes, né le 15 avril 1996 à Sion (Suisse), est un footballeur international suisse qui évolue au poste de milieu défensif au BSC Young Boys. Il possède également les nationalités portugaise et cap-verdienne.
Il est le cousin de l'international suisse Gelson Fernandes, et de l'international portugais Manuel Fernandes, mais également du footballeur suisse Cabral.

## Biographie

### FC Sion (2013-2016)
Formé à Fully, puis au FC Sion, Edimilson Fernandes fait ses débuts en équipe première le 1er juin 2013, lors d'une victoire à domicile face au FC Zurich (4-2). Lors de ce match comptant pour la Super League, il était dans le onze titulaire et a été remplacé à la 53e minute par Gaëtan Karlen.
Le 1er avril 2015, il marque son premier but lors d'un match nul face au FC Lucerne (2-2). Le 7 juin 2015, il contribue à la victoire de son équipe en finale de la Coupe de Suisse face au FC Bâle en marquant le but du 2-0 (victoire finale, 3-0).
Il participe à l'intégralité des matchs du FC Sion lors de la Ligue Europa 2015-2016, qui voit le club valaisan atteindre les seizièmes de finale, en étant éliminé par le SC Braga. Il joue un total 65 matchs avec l'équipe première du FC Sion, et 41 matchs pour l'équipe des moins de 21 ans du club.

### West Ham United (2016-2019)
Le 25 août 2016, Edimilson Fernandes paraphe un contrat de cinq ans avec West Ham United, qui débourse cinq millions d'euros pour le recruter.
Le 25 septembre 2016, il débute avec le club londonien lors d'une défaite trois buts à zéro à domicile face au Southampton FC, en remplaçant Mark Noble à la 53e minute. Le 26 octobre 2016, il inscrit son premier but avec West Ham United lors d'une rencontre de Coupe de la Ligue face au Chelsea FC (victoire, 2-1).
Le 13 août 2018, Edimilson Fernandes est prêté à l'ACF Fiorentina pour une durée d'un an avec option d'achat.
À l'issue de la saison, le club italien ne lève pas l'option d'achat et il part du club pour s'en aller du côté de la Bundesliga.

### FSV Mayence (2019-2025)
Le 3 juin 2019, Edimilson Fernandes s'engage pour quatre saisons en faveur du FSV Mayence, contre une indemnité de neuf millions d'euros,.
Mi-juillet 2025, il quitte le club allemand et va effectuer son retour en Super League.

#### Prêts successifs (2021-2025)
Fin août 2021, Edimilson Fernandes est prêté au club Arminia Bielefeld pour une durée d'un an. Il est miné par des blessures et des matchs où il est resté sur le banc, il participe en tout à huit rencontres.
Le 25 février 2022, Edimilson Fernandes est prêté au BSC Young Boys pour une durée d'un an, c'est-à-dire jusqu'en juin 2022,.
Le 30 août 2024, Edimilson Fernandes est prêté au Stade brestois 29 pour une durée d'un an avec option d'achat,, où il découvre la Ligue des Champions.

### Retour en Suisse au BSC Young Boys (depuis 2025)
Le 14 juillet 2025, il fait son retour au BSC Young Boys (où il a effectué un prêt en 2022), où il a signé un contrat jusqu'en été 2029,.

### En équipe nationale
Avec l'équipe de Suisse espoirs, il inscrit deux buts lors des éliminatoires de l'Euro espoirs 2017, contre le Kazakhstan et la Norvège.
Le 10 octobre 2016, il figure pour la première fois sur le banc des remplaçants de l'équipe nationale A, mais sans entrer en jeu, lors d'une rencontre face à Andorre rentrant dans le cadre des éliminatoires du mondial 2018 (victoire, 1-2). Un mois plus tard, le 13 novembre 2016, il reçoit finalement sa première sélection, face aux Îles Féroé, lors de ces mêmes éliminatoires. Il entre en jeu sur le terrain au cours de la seconde mi-temps, en remplacement de son coéquipier Valentin Stocker. La Suisse s'impose sur le score de deux buts à zéro.
Par la suite, le 18 novembre 2018, il délivre sa première passe décisive, lors d'un match de Ligue des nations contre la Belgique. La Suisse s'impose largement cinq buts à deux. Ensuite, le 15 octobre 2019, il inscrit son premier but en équipe nationale, lors d'une rencontre face à l'Irlande. Ce match gagné deux buts à zéro rentre dans le cadre des éliminatoires de l’Euro 2020.
Il disputa sa première compétition internationale lors de l'Euro 2020, les Suisses iront jusqu'en quarts-de-finale, éliminés par l'Espagne aux tirs au but.
Le 9 novembre 2022, il est sélectionné par Murat Yakın pour participer à la Coupe du monde 2022 au Qatar.

## Statistiques
| Saison                | Club                     | Championnat           | Championnat | Championnat | Coupe nationale | Coupe nationale | Coupe de la Ligue | Coupe de la Ligue | Compétition(s) continentale(s) | Compétition(s) continentale(s) | Compétition(s) continentale(s) | Total | Total |
| Saison                | Club                     | Division              | M.          | B.          | M.              | B.              | M.                | B.                | Comp.                          | M.                             | B.                             | M.    | B.    |
| 2012-2013             | FC Sion                  | Super League          | 1           | 0           | -               | -               | -                 | -                 | -                              | -                              | -                              | 1     | 0     |
| 2012-2013             | FC Sion rés.             | Promotion League      | 17          | 1           | -               | -               | -                 | -                 | -                              | -                              | -                              | 17    | 1     |
| 2013-2014             | FC Sion rés.             | Promotion League      | 8           | 2           | -               | -               | -                 | -                 | -                              | -                              | -                              | 8     | 2     |
| 2014-2015             | FC Sion rés.             | Promotion League      | 16          | 5           | -               | -               | -                 | -                 | -                              | -                              | -                              | 16    | 5     |
| 2014-2015             | FC Sion                  | Super League          | 16          | 1           | 3               | 2               | -                 | -                 | -                              | -                              | -                              | 19    | 3     |
| 2015-2016             | FC Sion                  | Super League          | 26          | 1           | 5               | 2               | -                 | -                 | C3                             | 8                              | 0                              | 39    | 3     |
| 2016-2017             | FC Sion                  | Super League          | 5           | 0           | 1               | 0               | -                 | -                 | -                              | -                              | -                              | 6     | 0     |
| Sous-total            | Sous-total               | Sous-total            | 89          | 10          | 9               | 4               | -                 | -                 | -                              | 8                              | 0                              | 106   | 14    |
| 2016-2017             | West Ham United          | Premier League        | 28          | 0           | 1               | 0               | 3                 | 1                 | -                              | -                              | -                              | 32    | 1     |
| 2017-2018             | West Ham United          | Premier League        | 14          | 0           | -               | 0               | 2                 | 0                 | -                              | -                              | -                              | 16    | 0     |
| Sous-total            | Sous-total               | Sous-total            | 42          | 0           | 1               | 0               | 5                 | 1                 | -                              | -                              | -                              | 48    | 1     |
| 2018-2019             | ACF Fiorentina (prêt)    | Serie A               | 29          | 2           | 4               | 0               | -                 | -                 | -                              | -                              | -                              | 33    | 2     |
| 2019-2020             | FSV Mayence              | Bundesliga            | 24          | 1           | 1               | 0               | -                 | -                 | -                              | -                              | -                              | 25    | 1     |
| 2020-2021             | FSV Mayence              | Bundesliga            | 14          | 0           | 1               | 0               | -                 | -                 | -                              | -                              | -                              | 15    | 0     |
| 2022-2023             | FSV Mayence              | Bundesliga            | 32          | 0           | 2               | 0               | -                 | -                 | -                              | -                              | -                              | 34    | 0     |
| 2023-2024             | FSV Mayence              | Bundesliga            | 21          | 0           | 2               | 0               | -                 | -                 | -                              | -                              | -                              | 23    | 0     |
| Sous-total            | Sous-total               | Sous-total            | 91          | 1           | 6               | 0               | -                 | -                 | -                              | -                              | -                              | 97    | 1     |
| 2021-2022             | Arminia Bielefeld (prêt) | Bundesliga            | 7           | 0           | 1               | 0               | -                 | -                 | -                              | -                              | -                              | 8     | 0     |
| 2021-2022             | BSC Young Boys (prêt)    | Super League          | 14          | 2           | -               | -               | -                 | -                 | -                              | -                              | -                              | 14    | 2     |
| 2024-2025             | Stade brestois 29 (prêt) | Ligue 1               | 19          | 0           | 3               | 0               | -                 | -                 | C1                             | 10                             | 1                              | 32    | 1     |
| Total sur la carrière | Total sur la carrière    | Total sur la carrière | 291         | 15          | 24              | 4               | 5                 | 1                 | -                              | 18                             | 1                              | 338   | 21    |

### En sélection nationale
| Saison                | Sélection             | Phases finales              | Phases finales | Phases finales | Phases finales | Éliminatoires | Éliminatoires | Éliminatoires | Ligue des nations | Ligue des nations | Ligue des nations | Matchs amicaux | Matchs amicaux | Matchs amicaux | Total | Total | Total |
| Saison                | Sélection             | Compétition                 | M              | B              | Pd             | M             | B             | Pd            | M                 | B                 | Pd                | M              | B              | Pd             | M     | B     | Pd    |
| --------------------- | --------------------- | --------------------------- | -------------- | -------------- | -------------- | ------------- | ------------- | ------------- | ----------------- | ----------------- | ----------------- | -------------- | -------------- | -------------- | ----- | ----- | ----- |
| 2016-2017             | Suisse                | -                           | -              | -              | -              | 1             | 0             | -             | -                 | -                 | -                 | 1              | 0              | 0              | 2     | 0     | 0     |
| 2017-2018             | Suisse                | -                           | -              | -              | -              | 1             | 0             | 0             | -                 | -                 | -                 | -              | -              | -              | 1     | 0     | 0     |
| 2018-2019             | Suisse                | Ligue des nations 2018-2019 | 2              | 0              | 0              | -             | -             | -             | 3                 | 0                 | 1                 | 2              | 0              | 0              | 7     | 0     | 1     |
| 2019-2020             | Suisse                | -                           | -              | -              | -              | 4             | 1             | 0             | -                 | -                 | -                 | -              | -              | -              | 4     | 1     | 0     |
| 2020-2021             | Suisse                | Euro 2020                   | 0              | 0              | 0              | 1             | 0             | 0             | 3                 | 0                 | 0                 | 4              | 1              | 0              | 8     | 1     | 0     |
| 2022-2023             | Suisse                | Coupe du monde 2022         | 3              | 0              | 0              | 3             | 0             | 1             | -                 | -                 | -                 | -              | -              | -              | 6     | 0     | 1     |
| 2023-2024             | Suisse                | -                           | -              | -              | -              | 2             | 0             | 1             | -                 | -                 | -                 | -              | -              | -              | 2     | 0     | 1     |
| 2024-2025             | Suisse                | -                           | -              | -              | -              | -             | -             | -             | 4                 | 0                 | 0                 | -              | -              | -              | 4     | 0     | 0     |
| Total sur la carrière | Total sur la carrière | Total sur la carrière       | 5              | 0              | 0              | 12            | 1             | 2             | 10                | 0                 | 1                 | 7              | 1              | 0              | 34    | 2     | 3     |

## Palmarès
| FC Sion                                 |
| --------------------------------------- |
| - Coupe de Suisse : - Vainqueur : 2015. |